# Ất Mùi
Ất Mùi (chữ Hán: 乙未) là kết hợp thứ 32 trong hệ thống đánh số Can Chi của người Á Đông. Nó được kết hợp từ thiên can Ất (Mộc âm) và địa chi Mùi (Dê). Trong chu kỳ của lịch Trung Quốc, nó xuất hiện trước Bính Thân và sau Giáp Ngọ.

## Các năm Ất Mùi
Giữa năm 1700 và 2200, những năm sau đây là năm Ất Mùi (lưu ý ngày được đưa ra được tính theo lịch Việt Nam, chưa được sử dụng trước năm 1967):
- 1715
- 1775
- 1835
- 1895
- 1955 (24 tháng 1, 1955 – 11 tháng 2, 1956)
- 2015 (19 tháng 2, 2015 – 7 tháng 2, 2016)
- 2075 (15 tháng 2, 2075 – 4 tháng 2, 2076)
- 2135
- 2195